# Браун, Ричард Шоу
Ри́чард Шо́у «Рик» Бра́ун (англ. Richard Shaw «Rick» Brown; род. 26 апреля 1947 во Флориде, США) — американский музыкант, вокалист и автор песен; лидер психоделической рок-группы 1960-х годов The Misunderstood. Журнал Creem в 2004 году назвал The Misunderstood одной из самых необыкновенных групп в истории рока, а Head Heritage Magazine отмечал новизну их звучания. С середины 1980-х годов Ричард Браун является профессиональным геммологом и популярным дизайнером ювелирных изделий в Бангкоке. Он создаёт ювелирные изделия, основываясь на индуистской системе наваратны. Является автором 13 книг на тему геммологии.

## The Misunderstood

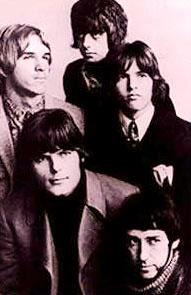
«The Misunderstood» в Лондоне в 1966 году (Рик Браун — слева).

Группа The Misunderstood была основана в городе Риверсайд в Калифорнии в 1963 году. В 1966 году по приглашению Джона Пила группа перебралась в Лондон, где выпустила три сингла. Группа распалась в 1967 году, когда Рика Брауна призвали в армию для участия в Войне во Вьетнаме. Рик Браун был пацифистом и, не желая принимать участие в боевых действиях, дезертировал из армии и отправился в Индию.
The Misunderstood были описаны как один из наиболее новаторских и загадочных музыкальных коллективов 1960-х годов и как одна из самых любимых групп психоделической эры. Такие песни авторства Рика Брауна, как «I Can Take You to the Sun» и «Children of the Sun» считаются классическими композициями психоделического рока. Музыкальный журнал Creem написал в 2004 году, что «Сага „The Misunderstood“ является одной из наиболее необыкновенных, трогательных и невероятных во всей истории рока».

## Индия
В 1967 году Рик Браун получил духовное посвящение у основателя Международного общества сознания Кришны Бхактиведанты Свами Прабхупады, который дал ему санскритское имя «Хришикеша Даса». Затем Браун провёл шесть с половиной лет как монах во Вриндаване, получая духовные наставления у Свами Бона. В 1970 году Рик Браун принял от Свами Бона посвящение в санньясу (уклад жизни в отречении) и имя Лалитананда Свами.
За время своего пребывания в Индии Рик выучил санскрит, хинди и бенгали и оказал содействие Свами Бону в его деятельности по развитию образования в регионе Враджа. Через Свами Бона Рик получил возможность общаться с высшими кругами индийского общества. Так, в 1972 году он дважды встречался с тогдашним президентом Индии В. В. Гири в Раштапати Бхаване в Нью-Дели. В 1971—1972 годах он также выступил организатором двух официальных приёмов в Бомбее и Дели с участием многих известных индийских политиков и бизнесменов, таких как Сумати Морарджи, промышленник Джай Даял Далмия и мэр Дели Хансрадж Гупта.
В конце 1973 года Рик оставил ашрам Свами Бона и вернулся к своему гуру Бхактиведанте Свами Прабхупаде. Рик общался с Прабхупадой на бенгали и помог ему перевести на английский средневековый санскритский богословский трактат «Упадешамриту».
В 1979 году Рик Браун получил амнистию от американского правительства и смог вернуться в США.

## Музыкальная деятельность в 1980-е годы
В 1982 году Рик Браун вместе с другим бывшим участником The Misunderstood, гитаристом Гленом Кэмпбеллом, создал группу Influence и в 1983 году записал две песни («No Survivors» и «Queen of Madness») на лейбле Rough Trade Records. Группа распалась в 1985 году, после того, как Кэмпбелл переехал в Новую Зеландию, а Рик Браун — в Таиланд.
В 1990-е годы лейбл Cherry Red Records выпустил три альбома с музыкой The Misunderstood: «Before the Dream Faded» (1992), «The Legendary Goldstar Album» (1997) и «The Misunderstood: Broken Road» (1998). На последний вошли все песни позднего периода творчества группы. В 2004 году на лейбле Ugly Things Records вышел альбом ранее неизданных треков «The Lost Acetates 1965—1966».
В 2002 году Рик Браун (в соавторстве с Майклом Стэксом) написал киносценарий, основанный на своей жизни и истории группы The Misunderstood. В 2007 году, на базе этого сценария, Браун и Стэкс написали и опубликовали роман «Like, Misunderstood».

## Деятельность как ювелирного дизайнера

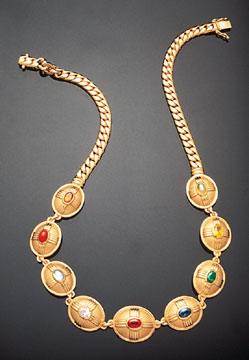
Ожерелье наваратна, сделанное Риком Брауном для королевы Таиланда в 1993 году.

В 1983 году Рик Браун окончил Американский геммологический институт. С тех пор он написал 13 книг на тему геммологии. Одна из них, «Ancient Astrological Gemstones & Talismans», получила в 1996 году литературную премию «Benjamin Franklin Award» от «Publishers Marketing Association».
В течение многих лет Рик Браун работает в Бангкоке как геммолог и ювелирный дизайнер. Он специализируется на создании ювелирных украшений, основанных на древнеиндийской системе наваратны. Как геммолог и дизайнер, Рик Браун много раз выступал на таиландском телевидении и в прессе.